# Rudolf Allers
Rudolf Allers (Vienna, 13 gennaio 1883 – Hyattsville, 14 dicembre 1963) è stato uno psichiatra austriaco.

## Biografia
È stato l'unico cattolico a far parte del primo gruppo psicoanalitico di Freud. Assieme ad Alfred Adler, ha poi preso le distanze dalla psicoanalisi. Successivamente si è staccato dal gruppo di Adler assieme a Oswald Schwarz. Ha insegnato nell'università di Vienna (1919). Nel 1908 ha sposato Carola Meitner, sorella di Lise fisica e collaboratrice del premio Nobel Otto Hahn. È stato maestro di Viktor Frankl, guida di Hans Urs von Balthasar ed amico della santa Edith Stein. Sia von Balthasar sia la Stein hanno abitato diversi mesi in casa degli Allers a Vienna.
Ha studiato il metodo preventivo di san Giovanni Bosco e le sue applicazioni pedagogiche, e su invito di padre Agostino Gemelli, è stato in Italia per studiare la filosofia di San Tommaso presso l'Università Cattolica di Milano laureandosi in Filosofia nel 1934. Nell'antropologia di San Tommaso ha trovato il fondamento psicologico di una psicologia integrale, della quale sviluppare il lavoro che lo ha occupato per tutta la vita. Con l'annessione dell'Austria al Terzo Reich, è emigrato negli Stati Uniti, dove ha insegnato presso la Catholic University of America di Washington D.C. (1938 - 1948), e in seguito presso la Georgetown University di Washington. È sepolto nel St. Mary's Cemetery di Washington.

## Opere
- Das Werden der slittichen Person. Wesen und Erziehung des Charakters (1929)
- Self improvement (1939)
- Character education in adolescence (1940)
- The psycology of character (1943)